# ナティクシス
ナティクシス（フランス語: Natixis S.A.）は、フランスの金融グループであるBPCE傘下の投資銀行。本拠をパリに置き、世界35カ国以上に拠点を有し、保険やアセットマネジメントも手がける。日本法人はナティクシス日本証券株式会社およびナティクシス・インベストメント・マネージャーズ株式会社。

## 沿革
ナティクシスは、庶民銀行（信用金庫）バンク・ポピュレール（Banque Populaire）傘下の「ナトゥクシス」（Natexis S.A.）と、貯蓄銀行ケス・デパーニュ（Caisse d’Epargne）傘下の「イクシス」（IXIS S.A.）の、2006年に行われた合併により設立された組織であるが、そのルーツとなる金融組織はそれ以前に遡る。
1996年、フランス貿易銀行（Banque Française du Commerce Extérieur, BFCE）とクレディ・ナショナル（Crédit National）の融合により、ナトゥクシス（社名は前者のExの部分と後者のNatの部分の合成に由来）が設立されたが、1998年にバンク・ポピュレールがナトゥクシスを買収し傘下におさめた。他方、預金供託金庫（ケス・デ・デポ、Caisse des dépôts et consignations (CDC)）から法人事業と投資銀行事業を分離する形で、CDCイクシス（CDC IXIS）が2001年に設立されたが、2004年にケス・デパーニュによる買収を受け、イクシスと社名を変更した。
2006年3月、ナトゥクシスとイクシスの合同が考案され、親会社のバンク・ポピュレールとケス・デパーニュ両社は5月に両傘下の投資銀行部門の合併を発表、新会社の社名は両社の合成から「ナティクシス」（Natixis S.A.）となった。新会社の株式は両親会社が35％ずつ保有し、残り30％がユーロネクストの公開株式となった。
発足直後のナティクシスは、投資銀行業務の経験のない政界関係者が要職に就くなど経営体制上の問題が指摘され、アメリカ・ニューヨークのサブプライムローン賃貸業者であるCIFGの株式買い付けを行ったものの、まもなくサブプライム住宅ローン危機が発生し、大きな経営打撃を受けた。CIFGの株式の引き取りを余儀なくされたバンク・ポピュレールとケス・デパーニュ両社は、フランス政府の後押しを受け2009年に経営統合を行い、BPCE（社名は両社の頭文字の合成に由来）を形成（BPCEはナティクシス株の70％を保有する形態となった）、ナティクシスは経営危機を招いたCEOを解任し人事を刷新することで、混乱を回避した。その後も大規模な人員削減を伴う経営改革を実行し、経営状態を回復させたナティクシスは、ブロックチェーンへの参加や金融商品販売の拡充など、積極的な経営姿勢に転じている。
2021年6月、BPCEがナティクシスの全株式を買収し、BPCEの完全子会社となった。
2007年に設立された資産運用部門のナティクシス・グローバル・アセットマネジメント（NGAM）は、1967年以来パリとボストンを中心に20以上の運用子会社を持ち、投資に関するソリューションを機関投資家や個人投資家を対象に提供している。
取引信用保険を扱うコファス（Coface）はナティクシスの子会社であり、かつては輸出保険に特化した保険会社であったが、2011年以降は取引信用保険に転換し、日本を含む多くの国々で企業間取引における保証業務を行っている（日本法人はコファスジャパン信用保険会社）。
ナティクシスは、2007年より、フランスのラグビーユニオン・ラシン92の公式スポンサー企業となっている。また2010年より、オリンピックフランス選手団の公式スポンサー企業となっている。

## 日本法人
「ナティクシス日本証券株式会社」（Natixis Japan Securities Co., Ltd (NJS) ）のルーツは、ケス・デ・デポが1993年に設立した東京駐在員事務所に遡る。本国における組織改編に呼応する形で商号変更が行われ、同事務所は1998年にCDCマルシェ証券東京支店として証券業免許を取得、2001年にCDCイクシス・キャピタル・マーケッツ証券会社東京支店に商号変更を行い、2004年にイクシス証券会社東京支店となった。本国におけるナティクシスの設立を受けて2007年12月、ナティクシス証券会社東京支店となり、2011年6月、現在の社名で法人登記を行った。東京（丸の内）にオフィスを置いていたが、2017年にアークヒルズに移転した。
「ナティクシス・インベストメント・マネージャーズ株式会社」（Natixis Investment Managers Japan Co., Ltd.）は、NGAMの日本における営業拠点にあたる。東京（日比谷国際ビルヂング）にオフィスを置いていたが、ナティクシス日本証券同様、2017年にアークヒルズに移転、同年11月20日「ナティクシス・アセット・マネジメント株式会社」（Natixis Asset Management Japan Co., Ltd.）から社名変更を行った。